# Stigmergie

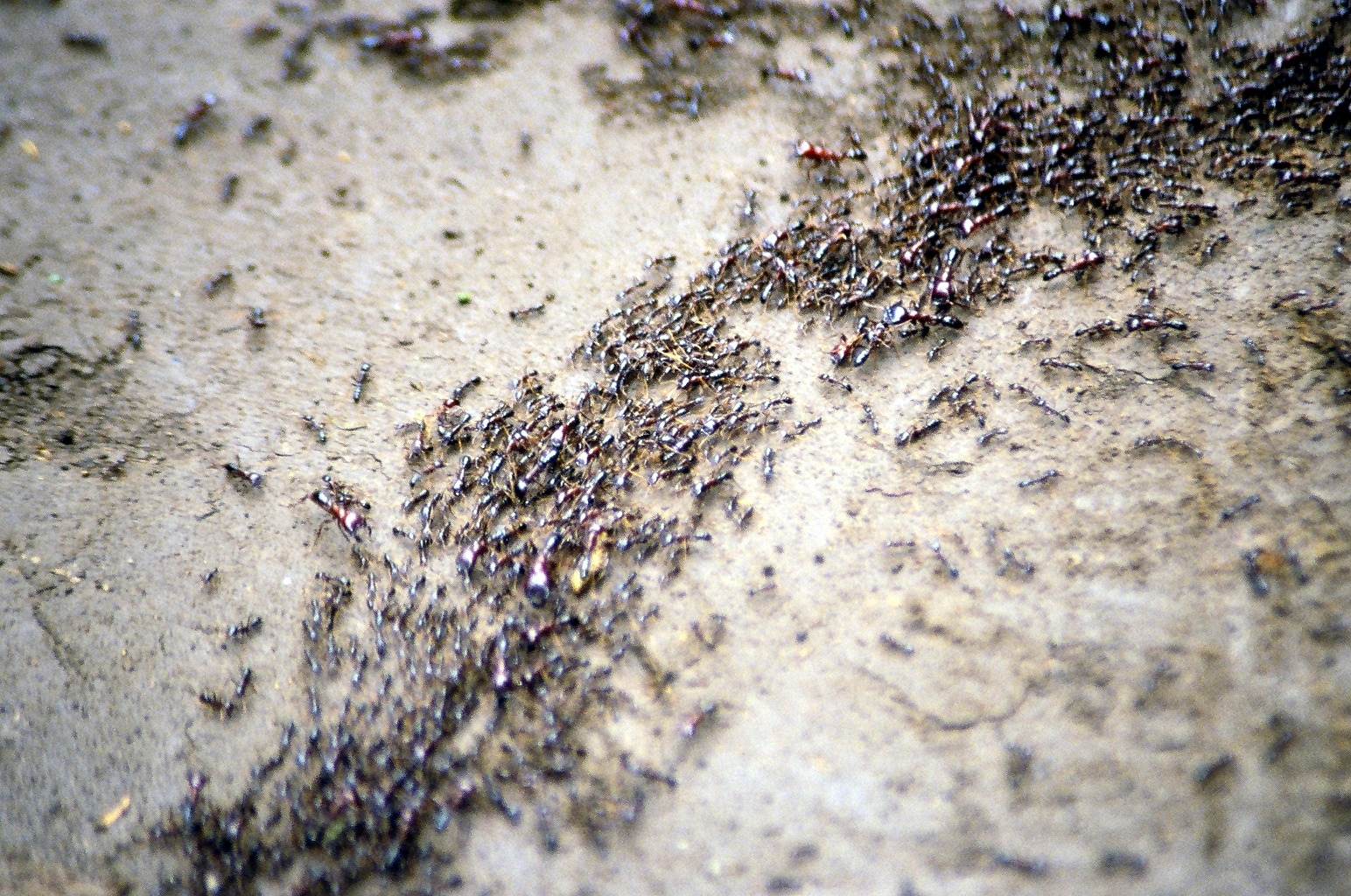
Déplacement collectif de fourmis, coordonné par des traces de phéromones.

En biologie, la stigmergie est un mécanisme de coordination indirecte entre les agents. Le principe est que la trace laissée dans l'environnement par l'action initiale stimule une action suivante, par le même agent ou un agent différent. De cette façon, les actions successives ont tendance à se renforcer, conduisant ainsi à l'émergence spontanée d'activité cohérente, apparemment systématique.

## Description
Le terme fut introduit par le biologiste français Pierre-Paul Grassé en 1959, en référence au comportement des termites. Il le définit comme la « stimulation des travailleurs par l'œuvre qu'ils réalisent ». Le terme provient des mots grecs στιγμα (stigma), « marque, signe », et εργον (ergon), « travail, action », exprimant la notion que les actions d'un agent laissent des signes dans l'environnement, signes perçus par lui-même et les autres agents et qui déterminent leurs prochaines actions.

## Stigmergie chez les insectes sociaux
Des systèmes stigmergiques sont visibles parmi toutes les espèces eusociales. Les fourmis  communiquent en déposant des phéromones à leur suite, pour que d'autres puissent suivre la piste jusqu'à la nourriture ou la colonie suivant les besoins. Les termites utilisent des phéromones pour construire de grandes et complexes structures de terre à l'aide d'une simple règle décentralisée. Chacun ramasse un peu de boue autour de lui, y incorporant des phéromones, et la dépose par terre. Comme ils sont attirés par l'odeur, ils déposent plus souvent leur paquet là où d'autres l'ont déjà déposé, ce qui forme des piliers, des arches, des tunnels et des chambres. Ce mécanisme permet d'expliquer certains phénomènes aberrants tels que le moulin de fourmis.

## Stigmergie dans les organisations humaines
Aujourd'hui, ce terme est également utilisé pour désigner le mécanisme d'intelligence collective, qui aboutit à des réalisations issues d'un réseau social ouvert telles que Wikipédia, ou le logiciel libre.

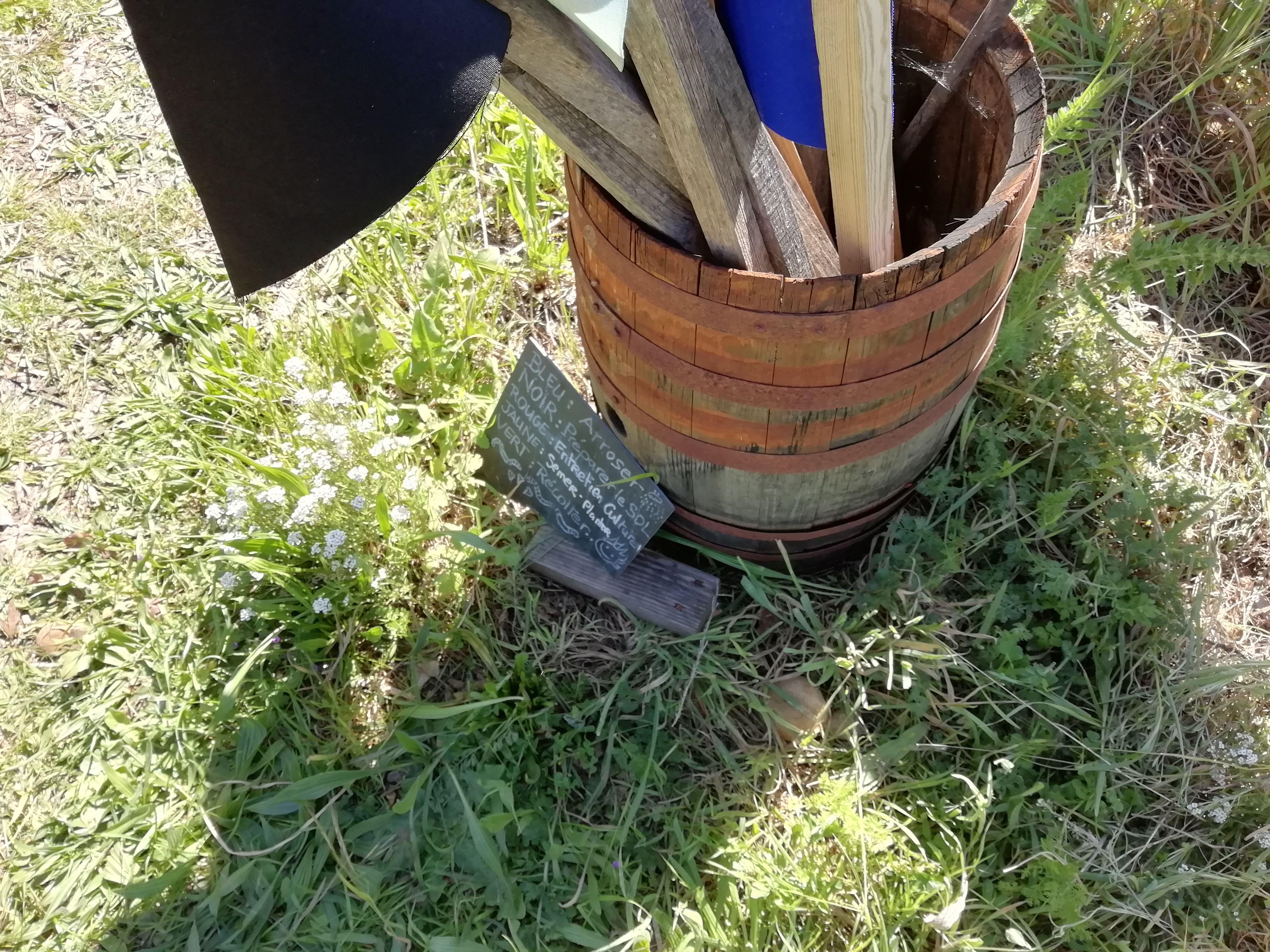
Exemple de stigmergie dans un jardin collectif : sur chaque parcelle les drapeaux de couleurs, trace déposée par les jardiniers, indiquent l'action à mener : arroser, préparer le sol, semer ou planter etc.